# Kynotus minutus
Kynotus minutus – gatunek ziemnego skąposzczeta z rodziny Kynotidae.

## Opis
Osiąga długość 55–70 mm i średnicę 3–4 mm. Najmniejszy znany przedstawiciel rodzaju Kynotus. Część grzbietowa ciała ciemnoczerwona, brzuszna jasna. Segmenty od 1 do 3 proste, od 4 do 10 podwójnie obrączkowane. Siodełko okrągłe, obejmuje segmenty od 18 do 26–27,5. Szczecinki (setae) blisko sparowane. Spermateka mała, jajowata. Genitalne pęcherzyki szczecinkowe obecne na 11 segmencie. Szczecinki genitalne lancetowate, długości 1,1–1,2 mm i średnicy 0,04 mm. Wszystkie septa ubłonione. Grzbietowe naczynie krwionośne proste. Ostatnia para serc na 11 segmencie. Od podobnego Kynotum alaotranus różni się pozycją siodełka, liczbą, rozmiarem i urzeźbieniem szczecinek genitalnych oraz budową spermateki, zaś od Kynotus parvus ciemnym ubarwieniem oraz również liczbą i urzeźbieniem szczecinek genitalnych.

## Występowanie
Gatunek ten jest endemitem Madagaskaru. Znany z lasów pandanowych rezerwatu Vohimana.